# 叶九思
叶九思（？—1711年），汉军镶蓝旗，清代安徽巡抚。

## 生平
康熙四十八年（1709年）九月，出任安徽巡抚。康熙五十年（1711年）七月病故。同年辛卯科场案案发，叶九思牵涉其中。